# 焦鈍
焦鈍（1422年—？），字秉聰，河南南陽府裕州葉縣人，官籍。明朝政治人物。進士出身。

## 生平
河南鄉試第九名。正統十三年（1448年）戊辰科會試第四十五名，殿試登進士第三甲第十三名。

## 家族
曾祖焦敬，贈江西右布政使。祖父焦英，曾任萍鄉縣主簿 贈江西右布政使。父亲焦宏，曾任任戶部右侍郎。